# Едвард Лакху
Едвард Віктор Лакху (1912–1998) — генерал-губернатор Гаяни з 1966 до 1969 року, а після проголошення незалежності Гаяни виконував обов'язки її президента упродовж лютого — березня 1970 року. 1 січня 1970 року Едвард Лакху став лицарем.